# Tam, de nas nema
Tam, de nas nema é o álbum de estreia da banda de rock ucraniana Okean Elzy, lançado em 1998.

## Músicas[1]
1. новий день (Novyi den/Novo dia)
2. там, де нас нема (Tam, de nas nema/Lá, onde não estamos)
3. голос твій (Holos tviy/Sua voz)
4. позич мені сонце (Pozych meni sontse/Empreste-me o Sol)
5. тадж-Махал (Taj Mahal)
6. сумна мелодія (Sumna Melodiya/Triste melodia)
7. поїзд «Чужа любов» (Poyizd "Chuzha Liubov"/Trem "Amor de outros")
8. йду на дно (Ydu na dno/Indo fundo)
9. вісім (Visim/Oito)
10. ластівка з мого міста (Lastivka z moho mista/Uma andorinha da minha cidade)
11. ти забула давно (Ty zabula davno/Você esqueceu há muito tempo)
12. Long Time Ago (Há muito tempo atrás)
13. колиска вітру (Kolyska vitru/Berço do vento)
14. годі вже (Hodi vzhe/Já chega)
15. там де нас нема [Danilkin ДЕ ВИ Є remix] (Tam de nas nema remix)

## Ligações Externas
- Álbum "Tam, de nas nema" no site oficial da banda